# Phyllophaga venodiola
Phyllophaga venodiola är en skalbaggsart som beskrevs av Saylor 1938. Phyllophaga venodiola ingår i släktet Phyllophaga och familjen Melolonthidae. Inga underarter finns listade i Catalogue of Life.